# Piedra de Cal, Oaxaca
Piedra de Cal är en ort i Mexiko.   Den ligger i kommunen Santo Domingo Nuxaá och delstaten Oaxaca, i den sydöstra delen av landet, 300 km sydost om huvudstaden Mexico City. Piedra de Cal ligger 2 270 meter över havet och antalet invånare är 101.
Terrängen runt Piedra de Cal är kuperad. Runt Piedra de Cal är det ganska glesbefolkat, med 27 invånare per kvadratkilometer. Närmaste större samhälle är San Francisco Telixtlahuaca, 18,7 km nordost om Piedra de Cal. I omgivningarna runt Piedra de Cal växer i huvudsak blandskog.